# Pseudocrenilabrus nicholsi
Pseudocrenilabrus nicholsi е вид лъчеперка от семейство Цихлиди (Cichlidae).

## Разпространение
Видът е разпространен в Демократична република Конго и Замбия.